# 다리오 리
다리오 리(Dario Lee, 1982년 ~ )는 독일 출신의 배우, 요리사 및 모델이다.

## 내력
독일 Berlin에서 태어났다. 아버지가 독일인이고 어머니가 한국인인 혼혈2세다. 어머니는 1978년 파독 간호원으로 한국에서 독일로 이주했다. Wirtschaft Informatik을 전공하였으며, 2009년 한국에 건너와 현재 요리사 및 모델, 방송 활동을 하고 있다.

## 출연

### 드라마
- 《식샤를 합시다 3》 (2018, tvN)
- 《너의 등짝에 스매싱》 (2017, TV조선) - 박왕대 친구 역
- 《별이 되어 빛나리》 (2015, KBS2) - 단역
- 《미스 하이에나》 (2014, 네이버 TV) - 헨리 사원 역
- 《고교처세왕》 (2014, tvN) - 단역
- 《불꽃속으로》 (2014, TV조선) - 단역
- 《닥터 이방인》 (2014, SBS) - 단역
- 《골든 크로스》 (2014, KBS2) - 단역
- 《운명처럼 널 사랑해》 (2014, MBC) - 단역
- 《소원을 말해봐》 (2014, MBC) - 단역

### 예능
- 《신비한 TV 서프라이즈》 (2010년~현재, MBC)
- 《용감한 랭킹》 (2014년, E채널)
- 《헬로! 이방인》 (2014년, MBC)
- 《다 해먹는 요리학교 : 오늘 뭐 먹지?》 (2018년, 올'리브)
- 《팀셰프》 (2018년, JTBC)